# Dia Mundial da Luta contra a Malária
O Dia Mundial da Luta contra a Malária é comemorado anualmente em 25 de abril e reconhece os esforços mundiais para controlar a malária. Quase metade da população corre risco de contrair malária. O relatório da OMS de 2024 (sobre dados de 2023), estima que a malária tenha causado 597 mil mortes, principalmente entre crianças africanas. A Ásia, a América Latina e, em menor escala, o Oriente Médio e partes da Europa também são afetados.
O Dia Mundial da Luta contra a Malária surgiu das iniciativas realizadas no continente africano para comemorar o Dia da Malária em África. O Dia Mundial da Luta contra a Malária é uma das 11 campanhas oficiais de saúde mundial atualmente assinaladas pela Organização Mundial da Saúde (OMS), com o Dia Mundial da Saúde, o Dia Mundial do Doador de Sangue, a Semana Mundial de Imunização, a Semana Mundial de Conscientização sobre Antimicrobianos, o Dia Mundial da Segurança do Paciente, o Dia Mundial de Combate à Tuberculose, o Dia Mundial da Doença de Chagas, o Dia Mundial sem Tabaco, o Dia Mundial de Combate à Hepatite e o Dia Mundial de Combate à AIDS.
Conforme o Relatório Mundial da Malária mais recente, a contagem global de malária atingiu 429 mil mortes por malária e 212 milhões de novos casos em 2015. A taxa de novos casos de malária caiu 21% em todo o mundo entre 2010 e 2015, e as taxas de mortalidade por malária caíram 29% no mesmo período. Na África Subsaariana, as taxas de incidência de casos e de mortalidade caíram 21% e 31%, respectivamente.

## Terminologia
os termos malária e paludismo referem-se à mesma doença, uma infecção transmitida por mosquitos do gênero Anopheles que carregam parasitas do gênero Plasmodium. Os dois termos são utilizados de forma indiferenciada em meios médicos e científicos.
Etimologicamente, paludismo vem do latim palus, que significa pântano, referindo-se a áreas pantanosas onde os mosquitos portadores do parasita são frequentemente encontrados. Por sua vez, malária, vem do italiano mala aria, que significa maus ares, refletindo a antiga crença de que a doença era causada ares insalubres.

## Proclamação
O Dia Mundial da Luta contra a Malária surgiu como uma evolução do Dia Africano da Malária, estabelecido pela primeira vez em 2001, após o compromisso assumido pelos líderes africanos na Declaração de Abuja em 25 de abril de 2000. Esse compromisso visava reduzir a incidência da malária pela metade até 2010. Em reconhecimento à magnitude global da doença, a Assembleia Mundial da Saúde, o órgão decisório da OMS, proclamou o dia 23 de maio de 2007 como o Dia Mundial da Malária. Essa designação buscou ampliar o foco da comemoração para além da África, a fim de destacar a necessidade de compromisso sustentado e investimento contínuo na prevenção e no controle da malária globalmente.

## Comemoração
Celebrado anualmente em 25 de abril, uma data escolhida por seu significado histórico relacionado à Declaração de Abuja. A primeira comemoração global do Dia Mundial da Luta contra a Malária ocorreu em 2008. Esse dia serve para educar sobre a doença, divulgar o progresso contra ela e incentivar iniciativas para reduzir seu impacto. Ele enfatiza a importância do investimento em medidas preventivas e tratamentos, bem como em estratégias de controle. As comemorações incluem campanhas de sensibilização, atividades educacionais e iniciativas para promover a cooperação internacional na luta contra a malária.

## Temas
- 2008: Malária: uma doença sem fronteiras,[15]
- 2009: Vamos acabar com a malária[16]
- 2011: Alcançando progresso e impacto,[17]
- 2012: Manter os ganhos, salvar vidas: investir na malária,[18]
- 2013-2015: Investir no futuro: derrotar a malária,[19][20]
- 2016: Eliminar a malária para sempre,[21]
- 2017: Fechar a lacuna,[22]
- 2018: Prontos para vencer a malária,[23]
- 2019-2021: Alcançar a meta de malária zero,[24] (A malária zero começa comigo)[25][26][27]
- 2022: Aproveitar a inovação para reduzir a carga da malária e salvar vidas[28]
- 2023: Chegou a hora de alcançar zero malária: investir, inovar, implementar[29][30]
- 2024:Acelerar a luta contra a malária para um mundo mais equitativo[31]
- 2025: A Malária termina connosco: Reinvestir, Reimaginar e Reacender[32]